# Weißer See (Havelsee)
Der Weiße See ist ein See etwa 800 Meter nordöstlich des Pritzerber Sees in der Stadt Havelsee. Er entstand im Zuge des Abbaus reicher Tonvorkommen, die in einer nahegelegenen Ziegelei verarbeitet wurden. Der Weiße See verfügt über keinen Zufluss und speist sich aus Grundwasser. Über einen künstlich angelegten Abfluss in südlicher Richtung, der in den Roten Graben und über ihn in den Pritzerber See und die Havel drainiert, wird der See entwässert. Er bedeckt eine Fläche von rund 5 Hektar und erstreckt sich 365 Meter von Nord nach Süd und hat eine maximale Breite von 245 Meter. Der Weiße See wird heute vorrangig als Angel- und Badegewässer und zur Naherholung genutzt. Der See liegt in einer Rinnenbeckenreihe eiszeitlichen Ursprungs, die sich nordöstlich der Linie Pritzerbe–Fohrde erstreckt und in der auch der Pritzerber See und weitere kleinere anthropogene ehemalige Tongrubenseen liegen. Der Weiße See ist als schwach eutrophes stehendes Gewässer ausgewiesen.

## Schutzgebiete
Der Weiße See liegt in Brandenburgs größtem Naturpark Westhavelland. Weiterhin ist er Bestandteil eines Landschaftsschutzgebietes mit dem gleichen Namen. Der See ist als Geschütztes Biotop ausgewiesen.